# Erik Axel Karlfeldt i Zorngårdens matsal
Erik Axel Karlfeldt i Zorngårdens matsal, oljemålning av Anders Zorn från 1906, föreställande den svenske skalden Erik Axel Karlfeldt sittande i Zorngårdens matsal. Storlek: 63x50 cm.
Karlfeldt firade nyår 1905–1906 i Mora där Zorn målade hans porträtt. Karlfeldt var inte förtjust i Zorns porträtt och tyckte inte att porträttet var likt.